# Sierra Nevada (Espanya)
Serra Nevada és un massís muntanyós pertanyent al conjunt de les Bètiques, concretament als sistemes Penibètics. Està situada majoritàriament a la Província de Granada i, a la part més oriental, s'estén per la Província d'Almeria a la Regió d'Andalusia, Espanya. És el massís muntanyós de més altitud de tota l'Europa occidental, després dels Alps. La seva altitud màxima s'assoleix al pic Mulhacén, de 3.482 metres sobre el nivell del mar. El 1986 va ser declarada Reserva de la Biosfera per la UNESCO i el 1999 gran part del seu territori va ser declarat Parc nacional pels seus valors botànics, paisatgístics i naturals.
Sierra Nevada, juntament amb les Bètiques, es va formar durant l'Orogènesi Alpina a l'Era Terciària. A causa del seu aïllament i altitud, des de la fi de la Glaciació de Würm el massís ha quedat com a refugi d'innombrables plantes i endemismes impropis de les latituds mediterrànies en què se situa, explicant-se, segons fonts del Ministeri de Medi Ambient d'Espanya, 66 espècies vegetals vasculars endèmiques i unes altres 80 espècies animals pròpies de l'indret.
Als seus vessants s'hi troba l'estació d'esquí situada més al sud d'Europa i més alta d'Espanya.

## Situació i característiques

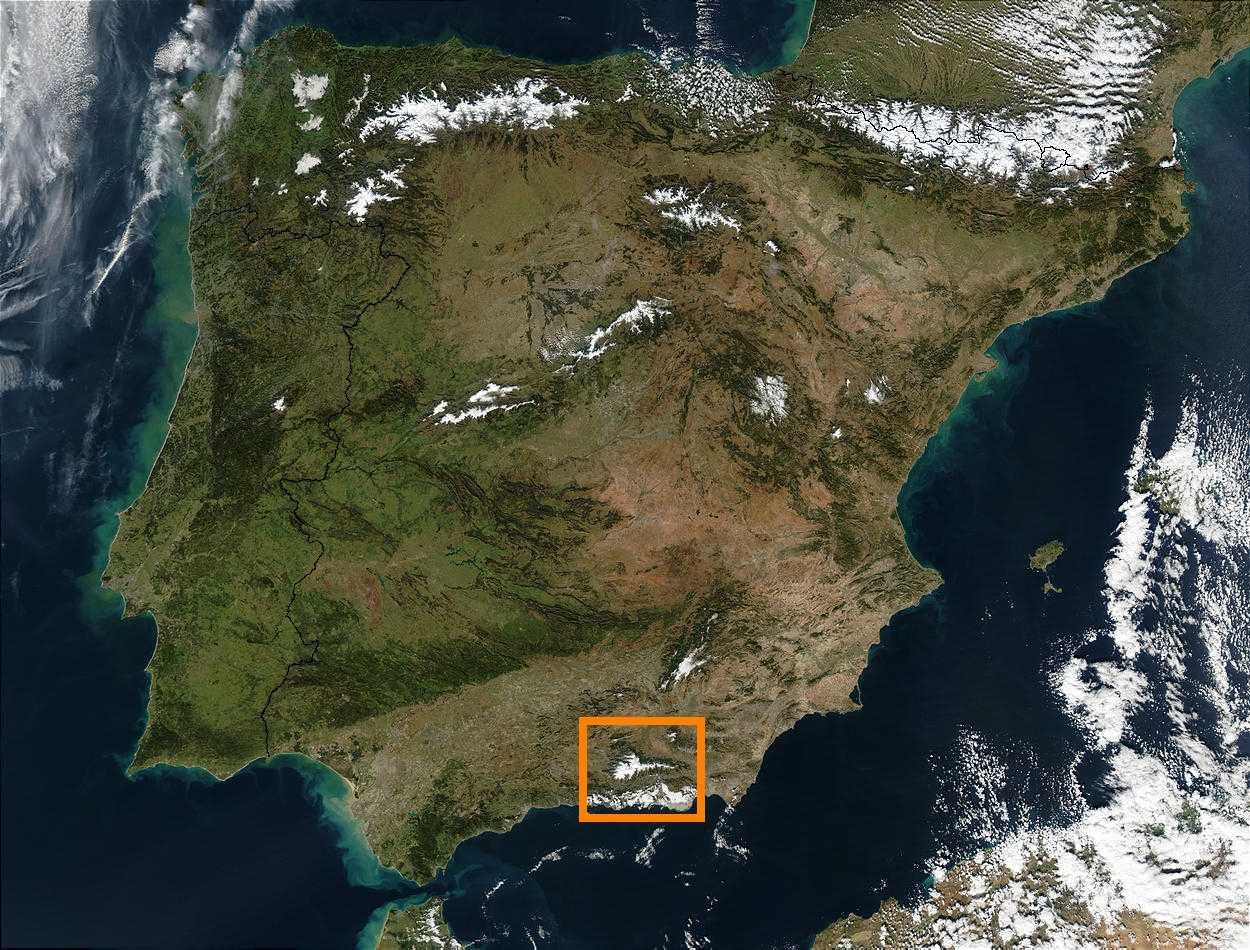
Situació de la sierra Nevada a la península Ibèrica.

És una cadena muntanyosa situada a la serralada penibètica, que està delimitada per la vall de Lecrín a l'oest, la vall del riu Guadalfeo al sud, la depressió del Guadalquivir al nord, el riu Nacimiento a l'est i la vall de l'Andarax al sud-est. Les coordenades geogràfiques entre les que es troba són aproximadament de 36º 55 'a 37º 15' de latitud nord i de 2º 56' a 3º 38' de longitud oest. Té una longitud de gairebé 80 km, la seva amplada oscil·la entre els 15 i els 30 km, i la seva superfície és de més de 2.000 km².
Dins de Sierra Nevada es troba el Mulhacén, el cim més alt de la península Ibèrica amb 3.480 metres d'altitud, així com el cim de la Veleta, el tercer en alçària amb 3.392 metres, després de l'Aneto als Pirineus. (Vegeu pics més importants al quadre adjunt).
La cara nord del massís és el lloc de naixement de multitud de rius situats gairebé tots a la conca del Guadalquivir; aquí neixen rius com el Nacimiento (afluent de l'Andarax), el Fardes, i el riu Genil, el més important de tots; a les cares oest i sud neixen rius pertanyents al vessant mediterrani, com al riu Dúrcal o Ízbor, el Trevélez, el Poqueira, afluents del Guadalfeo, que també neix a la serra, i els rius Adra i Andarax, amb els seus respectius afluents. En aquest mateix vessant es troben la major part de les gairebé 50 llacunes d'alta muntanya existents a Sierra Nevada, moltes de les quals donen lloc al naixement de rius i rierols.
Gran part de l'entorn, sobretot per sobre dels 2.400 metres (que correspon amb el límit de les neus perpètues fins a l'arribada del període Holocè) ha estat modelat per l'antiga presència de glaceres, donant lloc a innombrables llacunes d'alta muntanya, especialment al vessant sud del massís, i valls en forma d'"U".
La major part de la seva extensió és dins del Parc Nacional Sierra Nevada, que ocupa un total de 86.210 hectàrees; unes altres 86.000 ha corresponen al parc natural circumdant. Dins d'aquest parc es troba l'Observatori de Sierra Nevada, i l'estació d'esquí situada més al sud d'Europa, coneguda per les seves suaus temperatures i amb abundant nombre d'hores de sol.
L'Observatori astronòmic de Sierra Nevada està format per dos complexos propers però separats entre si. Gestionen un radiotelescopi, un d'ells, i diversos telescopis òptics, l'altre; es troba al vessant nord, a la Loma de Dílar, a gairebé 2.900 metres d'altura.
El 1935 es va obrir una carretera que conduïa al cim del pic Veleta. Fins a 1999, any en què va ser tancat al trànsit el tram que conduïa al pic Veleta, era considerada la carretera més alta d'Europa.
No obstant això, els Parcs Natural i Nacional de Sierra Nevada, entre els mesos de juny i octubre de cada any se solen posar a disposició del públic (si la neu ho permet) amb un Servei d'Interpretació dels Alts Cims (en espanyol: Servicio de Interpretación de las Altas Cumbres), compost de microbusos i guies que realitza diversos viatges al dia, el qual transporta als usuaris des de l'Alberg Universitari (2.500 msnm) fins a les Posicions del Veleta (3.100 msnm) i tornada. Aquest mateix servei és ofert, al vessant sud del massís muntanyenc, entre la localitat alpujarrenya de Capileira i l'Alt del Chorrillo (2.740 msnm), als contraforts del Mulhacén.
A més, aquests organismes poden autoritzar excepcionalment l'ús de l'antiga carretera quan la sol·licitud estigui emparada per algun dels casos que preveu la regulació d'aquest espai protegit com, per exemple, la realització d'investigacions científiques o l'organització d'esdeveniments esportius. El que sí que ha estat definitivament clausurat mitjançant el tall físic de la carretera per a vehicles a motor és la prolongació que aquesta tenia cap a l'Alpujarra, concretament entre el port de la Carihuela del Veleta i l'esmentat Alt del Chorrillo. No obstant això, aquest tram clausurat de l'antiga carretera, encara que segueix sent possible el seu ús per cavalleries i bicicletes de muntanya, per les dures condicions climàtiques que suporta fins i tot en període estival i la falta de manteniment, està actualment molt degradat, a més d'estar travessat per congestes perennes de neu que fan difícil la seva trànsit si no és a peu i amb l'equip adequat.

## Història i origen del nom

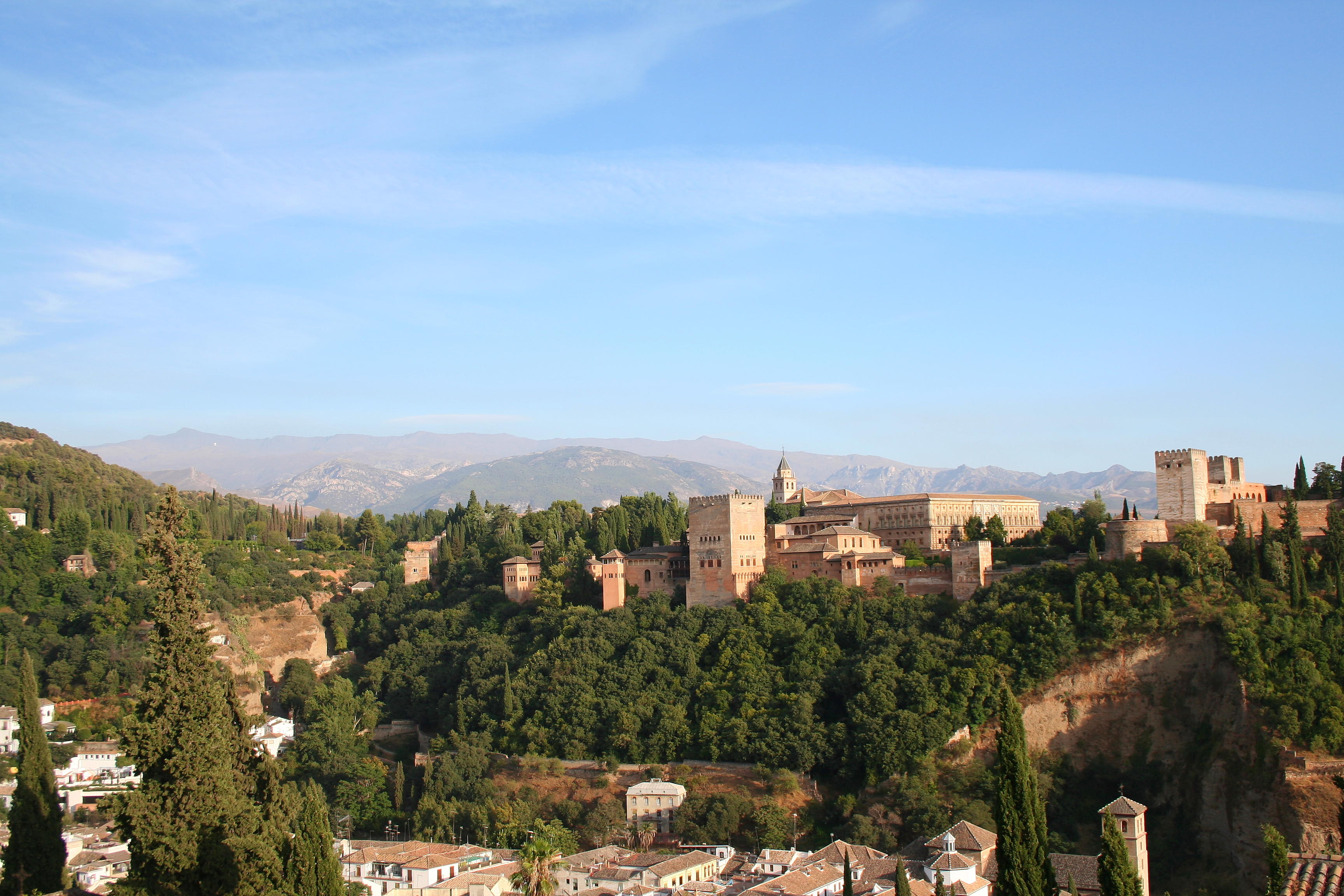
Vista de la sierra Nevada, amb l'Alhambra en primer terme, des del mirador de San Nicolàs, Granada.

Existeixen referències a la Sierra Nevada des de l'antiguitat. Plini el Vell ja va esmentar al segle i l'existència de la muntanya Solarius a la zona fronterera entre les províncies romanes d'Hispània de la Bètica i la Tarraconense. Durant l'època visigoda, Isidor de Sevilla va parlar de la muntanya Solorio, derivat de mont Oriens, «muntanya en la qual llueix el sol abans de sortir». Posteriorment, diversos autors islàmics l'esmenten, denominant-la alguns Yabal Sulayr (muntanya del Sol o de l'Aire), Yabal-al-Tay (muntanya de la Neu), i altres simplement muntanya Sulayr. Altres denominacions posteriors han estat muntanya del Sol, de l'Aire i del Sol, de la Neu i també Sierra de la Helada, sent a partir del segle xviii batejada de la forma en què és coneguda avui dia: Sierra Nevada.
Durant el segle xvi va ser escenari de la Rebel·lió de les Alpujarras. Posteriorment, el segle xviii marca l'inici de diverses expedicions, en les quals, influïdes per l'esperit de la Il·lustració, es va començar a explorar sistemàticament la serra. Així, sobresurten la dirigida pel marquès de l'Ensenada, a la qual van seguir altres protagonitzades per importants científics, especialment botànics, biòlegs i geòlegs. Aquests van començar a descriure en les seves obres la importantíssima riquesa natural de la serra. Autors com Washington Irving es van establir als seus voltants al segle xix. A la fi d'aquest segle, Ángel Ganivet, en aquell temps cònsol d'Espanya a Finlàndia, va comentar en algun dels seus escrits que la serra podria convertir-se en la «Finlàndia andalusa» per l'existència de neu més de 6 mesos a l'any. Ja al segle xx, l'escriptor i hispanista britànic Gerald Brenan es va establir també en els seus voltants, dedicant la seva obra Al sur de Granada a immortalitzar la més significativa de les comarques de la serra, l'Alpujarra. Posteriorment, el 1925 va ser construït un trambia-ferrocarril des de Granada cap a la propera localitat de Güejar-Sierra que, encara que va ser clausurat als anys 70, va marcar a Granada un abans i un després en el coneixement de la serra.
L'Estació d'Esquí de Sierra Nevada va començar a desenvolupar-se a partir dels primers anys de la dècada dels 60 del segle xx, quan el 1962 l'Ajuntament de Granada, presidit pel seu Alcalde Sr. Manuel Sola Rodríguez Bolívar, va adquirir els terrenys en els que després es construirien les seves instal·lacions i pistes. Va obtenir l'informe favorable d'una comissió interministerial formada a l'efecte i, al maig de 1964, va ser adjudicada a Cetursa (Centres Turístics S.A.) la concessió per a l'execució del Pla Municipal. El 1966 es va inaugurar el Parador Nacional de Turisme pel ministre d'Informació i Turisme Manuel Fraga Iribarne (encara que aquest edifici, que portava diversos anys tancat, va quedar destruït per un incendi al juliol de 2006). Aquesta estació va rebre el nom de "Solynieve" durant les primeres dècades de la seva funcionament.
Ha albergat nombroses proves de la Copa del Món d'Esquí Alpí, i va ser la seu de les finals del 1977. A les seves pistes es va celebrar el XXIV Campionat del Món d'Esquí Alpí el 1996 i ha estat presentada la seva candidatura a organitzar els Jocs Olímpics d'Hivern. Actualment té concedida la Universíada de 2015.
En el punt de la divisòria de mars on es troben les províncies de Granada i Almeria està situada l'Estació del Port de la Ragua, dedicada a la pràctica de l'esquí de fons.

## Protecció mediambiental
El 1966 es va crear la Reserva nacional de Caça de Sierra Nevada, vigent fins a la creació del Parc nacional.
El 1986, Sierra Nevada va ser declarada per la Unesco «Reserva de la Biosfera».
El 1989, el Parlament d'Andalusia va crear el Parc Natural de Sierra Nevada a causa de les singularitats de flora, fauna, geomorfologia i paisatge. Posteriorment, el propi parlament autonòmic d'Andalusia va proposar la seva declaració com a Parc nacional i les Corts Generals van aprovar la seva llei reguladora, que es data el 3 de gener de 1999.

## Geografia humana i economia
Les activitats econòmiques tradicionals de les gents que viuen als voltants de Sierra Nevada han estat històricament l'agricultura i la ramaderia. L'abundància d'aigua, sobretot a la part oest del massís, ha donat facilitats a l'agricultura tradicional, la qual ha arribat fins i tot a establir-se en zones per sobre dels 2.000 metres d'altura a la cara sud (gràcies a la benèvola climatologia del lloc), si bé la mecanització era totalment impossible a causa de la complicada orografia. A l'estiu, històricament els pastors han utilitzat els "borreguiles" com a zona de pastura.
En els últims anys, l'activitat agrícola i ramadera ha remès en favor del turisme; a Granada, l'estació d'esquí ha guanyat gran popularitat i prestigi. L'elevat nombre d'hores de sol i les bones temperatures, fins i tot en època hivernal, han atret als aficionats als esports d'hivern.
El vessant sud de la serra, juntament amb la vall del Guadalfeo i la serra de la Contraviesa, conformen la comarca de l'Alpujarra, una zona amb assentaments humans dispersos i abundants i característiques patrimonials pròpies, actualment protegida com a Patrimoni històric (Indret Històric de l'Alpujarra), i amb un important desenvolupament turístic.

## Clima

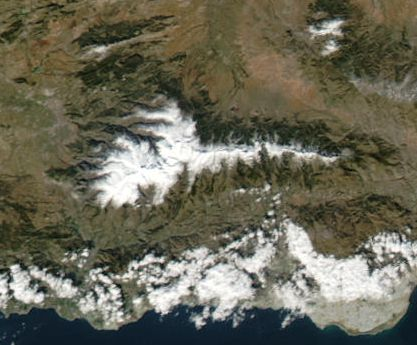
Imatge de satèl·lit de la sierra Nevada. La cadena muntanyosa és visible al centre; sota d'aquesta són visibles núvols causats pel vent de direcció sud-est.

Segons el catàleg de parcs nacionals del Ministeri de Medi Ambient d'Espanya, Sierra Nevada és l'exemple més representatiu dels ecosistemes mediterranis d'alta muntanya. Per això, com a trets més característics del clima de la serra es poden identificar la seva relativa aridesa (a causa de la seva orientació oest-est, i els vents predominants de l'oest) i la forta insolació de la zona mediterrània en què es troba. Les condicions que determinen l'enorme diversitat climàtica a la serra Nevada són la seva amplitud altitudinal, latitud, i complexa topografia del terreny.
L'amplitud altitudinal determina l'augment de la insolació conforme s'ascendeix i provoca oscil·lacions tèrmiques de gran importància: Per sota de Trevélez (1.510m d'altitud), la temperatura mitjana anual oscil·la entre els 16 i 12 °C; des dels 1.500 m fins al Port de la Ragua (2.000 m), entre 12 i 8 °C; entre els 2.000 m i l'alberg juvenil de Pradollano (2.500 m), entre 8 i 4 °C, i a partir dels 3.000 m és de menys de 0 °C. El vessant nord és més freda que el vessant sud per la seva menor insolació i major exposició als vents del nord.
La seva posició meridional i la seva presència a la zona d'influència mediterrània provoca la seva relativa sequedat; a l'estiu (de maig a octubre) la pluviositat és mínima, mentre que a l'hivern les precipitacions són gairebé exclusivament en forma de neu a partir de certa altitud (2.000 metres aproximadament). Els vents ajuden a determinar un màxim de tardor al vessant sud (vents del sud-oest) i un altre màxim de primavera al vessant nord, de major influència nord-atlàntica (amb vents de direcció nord i nord-oest).
A més s'ha de ressaltar les peculiars condicions microclimàtiques que es creen en cada una de les valls, rius i barrancs. En això la ja esmentada insolació compleix un important paper.

Segons la classificació climàtica de Koppen, la Sierra Nevada posseeix un clima de tipus Dsc.
| 1975-1989           | gen  | feb  | mar  | abr  | mai  | jun  | jul  | ago  | set  | oct  | nov  | des  | mitjana anual |
| ------------------- | ---- | ---- | ---- | ---- | ---- | ---- | ---- | ---- | ---- | ---- | ---- | ---- | ------------- |
| Temp. màxima (°C)   | 0,3  | -0,9 | 0,6  | 3,2  | 4,6  | 14,2 | 21,6 | 19,8 | 14,2 | 10,4 | 3,5  | 2,6  | 7,8           |
| Temp. mínima (°C)   | -6,1 | -7,9 | -7,5 | -4,3 | -2,9 | 5,6  | 11,9 | 10,6 | 5,7  | 2,2  | -3,3 | -4,0 | 0,0           |
| Temp. mitjana (°C)  | -2,9 | -4,4 | -3,4 | -0,6 | 0,9  | 9,9  | 16,6 | 15,2 | 9,9  | 6,3  | 0,1  | -0,7 | 3,9           |
| Precipitacions (mm) | 86,7 | 91,2 | 78,8 | 53,8 | 53,6 | 29,7 | 6,1  | 11,7 | 33,7 | 69,0 | 85,2 | 93,1 | 692           |

## Flora de Serra Nevada
Port de la Ragua (2.000 m), a Serra Nevada. Després del final de l'última glaciació, la peculiar situació de Serra Nevada va permetre que aquesta es convertís en refugi d'innombrable quantitat d'endemismes i espècies nòrdiques impròpies de latituds mitjanes. Es coneixen, segons fonts del Ministeri de Medi Ambient d'Espanya, 66 espècies vegetals vasculars endèmiques, la qual cosa representa la major biodiversitat de tota la península Ibèrica i d'Europa. En total, el nombre de plantes superiors és de prop de 2.100, el que representa la quarta part de totes les espècies conegudes a Espanya i la cinquena part d'Europa.
El Jardí Botànic de la Cortijuela, situat a les faldilles del Bescoll (Turó del Trevenque), a uns 1.600 metres d'altitud, té com a funcions la protecció, conservació, generació i investigació de la flora d'aquesta serra especialment les de les seves gairebé 100 espècies vulnerables, amenaçades o en perill crític. En el 2007 s'han començat les plantacions del Centre Botànic Hoya de Pedraza situat a uns 1.980 metres d'altitud, i a uns 4 quilòmetres de Pradollano, com un centre de conservació de la flora a zones de gran altura de Serra Nevada.[4] A Hoya de la Mora, a uns 2.500 metres d'altitud, des de 1965, que es va crear, es troba el Jardí Botànic Universitari de Serra Nevada, especialitzat en tots els endemismes de Sierra Nevada.

### Causes de la diversitat biològica
El pi silvestre de Sierra Nevada és una espècie endèmica de les serres subbètiques i present a Sierra Nevada. L'origen de l'insòlit nombre d'espècies endèmiques presents al massís ha de situar-se a finals de l'Era Terciària, fa ara gairebé dos milions d'anys. A la fi d'aquesta era i l'arribada del període quaternari, el clima de tot Europa va sofrir un progressiu refredament que va permetre a espècies vegetals de latituds septentrionals i àrtiques avançar progressivament cap al sud d'Europa i ocupar gran part de l'interior i zones altes de la península Ibèrica. El final de la Glaciació de Würm i l'arribada del període Holoceno va marcar el començament d'un progressiu augment de temperatures, i aquestes espècies nòrdiques van trobar refugi en les alçades de Sierra Nevada, acantonant-se al massís i adaptant-se progressivament a les característiques pròpies del clima de la zona, com la seva sequera estival. Així, moltes espècies han desenvolupat característiques pròpies o fins i tot s'han anat desenvolupant de forma independent a causa del seu aïllament, comptant-se per això un nombre major d'endemismes al massís que els existents a països com Bèlgica, Alemanya, Àustria, la Gran Bretanya, Suècia, Dinamarca, la República Txeca, Eslovàquia i Polònia en conjunt.[5]
Exemples d'endemismes serien: la camamilla reial (Artemisa granatensis), el narcís de Sierra Nevada (Narcissus nevadensis) o l'estrella de les neus (Plantago nivalis), sent aquesta última un dels grans símbols del massís, equivalent a l'edelweiss dels Pirineus o els Alps. A més, a Sierra Nevada també són presents espècies que són endèmiques del Sistema Bètic o són presents a la serralada de l'Atles marroquí.
La vegetació de Sierra Nevada es pot dividir en diferents nivells bioclimàtics.

### Vegetació de les zones baixes
Per sota dels 700 metres d'altitud, únicament a la cara sud del massís, es desenvolupa l'anomenat pis termomediterrani. En aquest pis els estius són molt calorosos i les gelades són gairebé inexistents a l'hivern. Poques parts d'aquesta franja de territoris no han estat conreades, però els estudis afirmen que a aquesta zona correspondria a un alzinar combinat amb una bardissa de llentiscle (Pistacia lentiscus), ginebrers, llums d'oli (Aristolochia baetica) i sarsaparrella (Smilax aspera). En terres empobrits per fenòmens com, per exemple, els incendis forestals, també apareixen romerals (Rosmarinus officinalis), aulagars d'Ulex parviflorus i xerrials.
En aquesta franja d'alçades es desenvolupa el pis mesomediterrani, entre els 700 i els 1300 metres aproximadament. En aquest pis els estius continuen sent calorosos, però a l'hivern es produeixen gelades. En aquesta zona són freqüents el llentiscle (Pistacia lentiscus), ullastre i sarsaparrella (Smilax aspera). L'alzinar sobre terres silicis és pobre en espècies; al costat de l'alzina, ginebrers, torvisc i mareselva (Lonicera etrusca).

### Vegetació de la zona intermèdia
Entre els 1.300 i els 1.900 metres, aproximadament, es desenvolupa el pis supramediterrani. En aquest pis els estius són temperats i els hiverns són lleugerament freds, amb freqüents gelades i nevades. Les espècies predominants són el melojo i, en menor mesura, el quejigo i l'auró; aquestes tres espècies es desenvolupen en formacions boscoses. Més freqüents són els alzinars, que se situen, generalment, entre els 1.300 i els 1.750 m. Solen desenvolupar-se tant sobre terres carbonatats com sobre roques àcides. Els alzinars són dominats per l'alzina i, segons el tipus de terra i l'altitud, arbusts com ara ginebrers (Juniperus oxycedrus), agracejo (Berberis hispanica), torvisco (Daphne gnidium), rusco (Ruscus aculeatus) i arç blanc (Crataegus monogyna) sobre terres bàsics.

### Vegetació d'alta muntanya
A partir dels 1.900 metres, fins als 2.700 metres aproximadament, es desenvolupa el pis oromediterràneo. És a partir d'aquesta franja on apareixen la majoria de les espècies que converteixen Sierra Nevada en un paradís botànic.
En aquest pis bioclimàtic es desenvolupen pinedes i sabinares. La vegetació està formada per espècies de port arbori i arbustiu (Pi silvestre (Pinus sylvestris), sabina mesquina (Juniperus sabina), J. communis subsp. hemisphaerica, Prunus ramburiï) i una bardissa pulvinular (Vella spinosa, Erinacea anthyllis, Bupleurum spinosum).
Sobre terres més evolucionats apareixen enebrales i piornales, formant comunitats riques en camèfits fruticosos i hemicriptòfits (Arenaria imbricata, Festuca indigesta). També abunda la flora endèmica: Genista versicolor, Arenaria pungens, Potentilla nevadensis.
En àrees calcàries a major altitud (capçalera del riu Dúrcal, Dornajo), i per l'escassetat de terra, es desenvolupa un espinal amb sabines i ginebrers, barrejat amb un farigolar encoixinat, on hi apareixen espècies com ara la Sideritis carbonellis i Astragalus granatesis.

### Vegetació dels cims
Estrella de les neus (Plantago nivalis). El pis crioromediterrani es desenvolupa a partir dels 2.600 o 2.800 m. Les condicions climàtiques de forta insolació, temperatures extremes, forts vents, la sequera estival pròpia de les latituds mediterrànies i la presència de neu més de 8 mesos a l'any impedeixen el desenvolupament d'espècies llenyoses. En aquest entorn es desenvolupen els borreguils (nom que reben a Granada els pastius nevadenses d'alta muntanya, o pastius de muntanya). Aquest tipus de vegetació (que també, en part, es desenvolupa als estadis alts del pis oromediterrani) presenta certes similituds amb la tundra àrtica, amb el pèl caní (Nardus stricta) com a planta més representativa, i un elevadíssim nombre d'endemismes.

### Vegetació Ripària
Depenent de la zona, en àrees de roques carbonatades (calcàries, per exemple), la vegetació de riu està formada principalment per omedes (Ulmus minor), pollancredes (Populus alba) i saules (Salix spp.). Sobre terres àcids s'instal·len vernedes (Alnus glutinosa), saules (Salix atrocinerea) i freixes (Fraxinus angustifolia). Però, per desgràcia, la degradació de la vegetació ripària (de riu) a Sierra Nevada és molt notable, sent bastant difícil trobar boscos de ribera en un raonable estat de conservació avui en dia.

## Fauna de Sierra Nevada
La fauna de Sierra Nevada sempre ha estat de difícil estudi, existint un nombre bastant baix de referències zoològiques. La reina indiscutible de la fauna a Sierra Nevada és (Capra pyrenaica), que sol pasturar a l'alta muntanya. El Ministeri de Medi Ambient d'Espanya ha classificat 80 espècies d'animals endèmics. A més, es troben diverses espècies d'invertebrats singulars entre els quals es troben més de 20 espècies de papallones, nombroses espècies de petites aus i un important nombre de rapinyaires.
Es pot establir la següent classificació per Biòtops:

### Fauna nival
Existeixen poques espècies que es trobin a gran alçària; aquesta és una característica típica de la Fauna de Sierra Nevada, en comparació amb altres cadenes muntanyenques europees. Les principals són el talpó de tartera (Chionomys nivalis) entre els mamífers, i el cercavores (Prunella collaris) entre les aus.

### Roquissars i cornises
Biòtop utilitzat principalment com a zona de nidificació per aus:
Avifauna: colom roquer (Columba livia), xixella (C. oenas), merla roquera (Monticola saxatilis), merla blava (M. solitarius), roquerol (Ptyonoprogne rupestris), falzia reial (Apus melba), còlit negre (Oenanthe leucura), pardal roquer (Petronia petronia), sit negre (Emberiza cia). Rapinyaires: Xoriguer comú (Falco tinnunculus), mussol (Athene noctua) i escasses parelles d'àguiles perdiueres (Hieraaetus fasciatus), àguiles reials (Aquila chrysaetos) i ducs (Bubo bubo).
Mamíferscabra hispànica (Capra pyrenaica), mostela (Mustela nivalis), fagina (Martes foina), rata cellarda (Eliomys quercinus), guilla (Vulpes vulpes) i algunes espècies de ratpenats.
Rèptilsescurçó ibèric (Vipera latasti), serp verda (Malpolon monspesulanus), serp blanca (Rinechis scalaris), llangardaix ocel·lat de Sierra Nevada (Lacerta lepida nevadensis), sargantana ibèrica (Podarcis hispanica).
AmfibisTòtil (Alytes obstetricans), gripauet (Pelodytes punctatus)

### Fauna de bardissa i pastiu
Mamíferstalpó comú (Pitymys duodecimostatus), rata cellarda (Eliomys quercinus), llebre comuna (Lepus europaeus), conill de bosc (Oryctolagus cuniculus), ratolí de bosc (Apodemus sylvaticus), guilla (Vulpes vulpes) i mostela (Mustela nivalis).
Avifaunapasserell comú (Carduelis cannabina), cadernera (Carduelis carduelis), lluer (C. spinus), gafarró (Serinus serinus), cruixidell (Emberiza calandra), hortolà (E. hortulana), pardal de passa (Passer hispaniolensis), tord comú (Turdus philomelos), griva cerdana (T. pilaris), griva (T. viscivorus), perdiu roja (Alectoris rufa), guatlla (Coturnix coturnix), bitxac comú (Saxicola torquata), tallareta cuallarga (Sylvia undata), tallareta vulgar (S communis), tallarol trencamates (S conspicillata), tallarol de garriga (S cantillans), trobat (Anthus campestris), puput (Upupa epops), merla (T. merula), abellerol (Merops apiaster), siboc (Caprimulgus ruficollis), còlit negre (Oenanthe leucura), molt típica de la bardissa encoixinada, còlit gris (O. oenanthe), còlit ros (O. hispanica), cuaenlairat (Cercotrichas galactotes), alàudids com el cotoliu (Lullula arborea) o la cogullada vulgar (Galerida cristata) i el mussol (Athene noctua).
Rèptilsescurçó ibèric (Vipera latasti), serp verda (Malpolon monspesulanus), colobra bordelesa (Coronella girondica), colobra de ferradura (Coluber hippocrepis), llangardaix ocel·lat (Lacerta lepida nevadensis), sargantana cua-roja (Acanthodactylus erythurus), sargantana ibèrica (Podarcis hispanica), sargantana cuallarga (Psammodromus algirus), sargantana corredora (Psammodromus hispanicus), Chalcides chalcides, bívia ibèrica (C. bedriagai).
Amfibisgripau corredor (Bufo calamita), gripau d'esperons (Pelobates cultripes) o gripauet (Pelodytes punctatus).
Aràcnidsescorpí groc (Buthus occitanus).

### Animals d'àrees boscoses
Si bé en teoria hi ha, en l'àrea, tres tipus de formacions boscoses, per diversos motius (degradació, escassa extensió en superfície dels boscos) no sol aparèixer una fauna pròpia en cada un d'ells: normalment les espècies són comunes entre elles.
Avifaunapicot verd (Picus viridis), raspinell comú (Certhia brachydactyla), mallerenga cuallarga (Aeghitalos caudatus), bruel (Regulus ignicapillus), pinsà comú (Fringilla coelebs), sit negre (Emberiza cia), tallarol de casquet (Sylvia atricapilla), tallareta vulgar (S communis), tallarol gros (S. borin), tórtora (Streptopelia turtur), tudó (Columba palumbus), oriol (Oriolus oriolus), cucut (Cuculus canorus), cucut reial (Clamator glandarius), puput (Upupa epops), enganyapastors (Caprimulgus europaeus), colltort (Jynx torquilla) i un gran nombre de pàrids com la mallerenga petita (Parus ater), mallerenga carbonera (Parus major), mallerenga blava (P caeruleus). També altres ocells com el lluer (Carduelis spinus), llucareta (Serinus citrinella), merla negra (Turdus merula), pinsà mec (Fringilla montefringilla), trencapinyes (Loxia curvirostra), pardal xarrec (Passer montanus).
Rapinyaires forestals: Astor (Accipiter gentilis), esparver vulgar (A. nisus), àguila calçada (Hieraaetus pennatus), aligot comú (Buteo buteo), duc (Bubo bubo), xot (Otus scops).
MamífersSenglar (Sus scrofa), gat fer (Felis silvestris), guilla (Vulpes vulpes), mostela (Mustela nivalis), fagina (Martes foina), geneta (Genetta genetta), i el freqüent turó comú (Putorius putorius). Altres mamífers són: l'eriçó comú (Erinaceus europaeus), Talpa europaea, Musaranya comuna (Crocidura russula), musaranya etrusca (Suncus etruscus), teixó (Meles meles), esquirol comú (Sciurus vulgaris) i diverses espècies de ratpenats.
Rèptilssargantana corredora (Psammodromus hispanicus), llangardaix ocel·lat de Sierra Nevada (Lacerta lepida nevadensis), serp blanca (Elaphe scalaris), serp de cogulla (Macroprotodon cucullatus).
Amfibis: Salamandra comuna (Salamandra salamandra), gripau comú (Bufo bufo), gripau corredor (B. calamita).

### Rius i sotos fluvials
Vertebrats aquàtics: truita de riu (Salmo trutta) i truita irisada (Oncorhynchus mykiss)
Invertebrats aquàtics: Planàries, sangoneres, cargols, bivalves i crustacis, sobre tot el cranc de riu ibèric (Austropotamobius pallipes).
Amfibis: Gandària (Pleurodeles waltl), granota verda (Pelophylax perezi), la reineta arbòria (Hyla arborea) i la granota pintada (Discoglossus pictus)
RèptilsTortuga de rierol (Mauremys leprosa), tortuga d'estany (Emys orbicularis), colobra de collar (Natrix natrix) i la colobra escurçonera (N. maura)
Mamífers de medi aquàtic: Rata d'aigua (Arvicola sapidus), musaranya aquàtica mediterrània (Neomys anomalus), musaranya comuna (Crocidura russula) i la musaranya etrusca (Suncus etruscus), i diferents espècies de ratpenats. Encara està per confirmar si la llúdria (Lutra lutra) s'ha extingit.
Avifauna de riu: Blauet (Alcedo atthis), merla d'aigua (Cinclus cinclus), cuereta blanca (Motacilla alba), cuereta torrentera (M cinerea) i cuereta groga (M. flava). Entre els passeriformes més comuns poden observar-se: el grasset de muntanya (Anthus spinoletta), pit-roig (Erithacus rubecula), mastegatatxes (Ficedula hypoleuca), papamosques gris (Muscicapa striata), mosquiter comú (Phylloscopus collybita), mosquiter pàl·lid (P. bonelli), mosquiter xiulaire (P. sibilatrix), bosqueta vulgar (Hippolais polyglotta), bosqueta pàl·lida (H. pallida), oreneta cuablanca (Delichon urbica), roquerol (Ptyonoprogne rupestris), merla blava (Monticola solitarius), entre d'altres. Com a rapinyaire nocturn: xot (Otus scops).

## Geologia
Llacunes de Sierra Nevada
Llacuna Altitud
Llacuna del Cavall 2.820 m
Llacuna del Xai 2.674 m
Llacuna de la Mula 2.546 m
Lagunillo Misterioso 2.684 m
Embassament de les Eugues 2.882 m
Llacuna Llarga 2.794 m
Llacuna de la Mosca 2.895 m
Llacuna Najera 2.731 m
Llacuna Quadrada 2.830 m
Llacuna de Bolaños 2.900 m
Llacuna de Lanjarón 2.980 m
Llacuna d'Aigües Verdes 3.050 m
Llacuna de Riu Sec 3.126 m
Llacuna de la Caldera 3.030 m
Llacuna de Penyal Negre 2.835 m
Llacuna Hondera 2.850 m
Llacuna Altera 3.079 m
Llacuna de la Gotassa 2.917 m
Llacuna de les Calderetes 2.873 m
Llacuna de Vacares 2.895 m
Llacuna de Juntillas 2.931 m

### Formació
Sierra Nevada, conjuntament amb les Bètiques i totes les serralades a vorera del Mar Mediterrani, es va formar durant l'orogènesi Alpina del Terciari al sud d'Europa, amb sediments de l'era Primària i Secundària: grans de quars, argiles i rovells de ferro, fonamentalment. L'acumulació d'una gruixuda capa de materials en el fons d'un sinclinal, cobert per les aigües marines del Mar de Tetis fa més de 200 milions d'anys, d'entre 3.000 i 4.000 metres, i sotmesos a les enormes pressions de les profunditats, van transformar les roques sedimentàries i les metamorfizaron.
Posteriorment, a la segona meitat de l'era Terciària, en el Pliocè, comença l'aixecament dels materials ja plegats en antigues orogènesis i va emergint a poc a poc de les aigües, com tota la formació alpina que, iniciant la seva pressió en el sud, va anar desplaçant-se cap al nord, en direcció a l'altiplà castellà, que va actuar parant el seu avenç.
Posteriorment, es va arribar a un punt en què l'aixecament i bombament va arribar al seu límit i els materials es van trencar, lliscant-ne uns a sobre de d'altres, i formant-se una sèrie de falles molt característiques del lloc.

### Geologia actual
El nucli de Sierra Nevada està format per materials de l'era paleozoica, principalment pissarres micàcies, de poca duresa.
Existeixen quatre franges o zones, geològicament parlant:
La part central, la zona de les principals alçàries de Sierra Nevada, amb els típics esquistos o pissarres metamòrfiques.
Al voltant de la part central, es presenta una altra zona de roques variades: pissarres, anfibolites, serpentina, gneis, marbres, algunes roques volcàniques bastant metamorfitzades i formacions de filitas vinoses del Triàsic, compost de fragments de poca consistència constituents de la "launa", roca utilitzada com a impermeabilizant a molts dels sostres típics de la zona.
La zona "exterior" és formada per un cinturó de dolomies i calcàries triàsiques i, com a exemples més característics, tenim el pic del Trevenque (2.079 m) i els Alayos de Dílar (1.982 m).
Finalment, en l'entorn s'estenen terrenys terciaris: extensions argilenques i conglomerats.
La cara sud de Sierra Nevada, amb les localitats alpujarreñas de Capileira i Bubión. Es pot observar la relativa suavitat del pendent de la zona, malgrat assolir-se els 3.000 metres en pocs quilòmetres
En la formació geològica de Sierra Nevada es van produir contrasts d'entitat, com el dels suaus "plans inclinats" (anomenats "turons") del pendent sud, contra els escarpats i profunds talls del vessant nord, en el qual va quedar més marcada l'erosió glacial del període Quaternari, especialment en llocs com els circs (o "corrals", nom que reben a Granada als circs glacials) del Penell i Valdeinfierno, de la Llacuna de les Eugues, de Riu Sec, de l'Hoya de la Mora o de Lajarón, naixement aquesta última del riu del mateix nom, i la conca del qual conserva perfectament definida la forma d'O típica en vies glacials.

### Glacialisme
Pic Penell des de l'Hoya de la Mora.Com s'ha comentat abans, s'estima que durant la Glaciació de Würm el límit de les neus perpètues de Sierra Nevada se situava al voltant dels 2.400 metres. Això ha portat a la modelació del relleu i és la causa de la presència d'innombrables llacunes d'alta muntanya i valls en forma d'O, com també s'esmenta abans. Conten algunes cròniques del segle xix que per aquella època encara era possible veure les restes d'una glacera a la zona de Los Corrales del Veleta, just a l'ombra de pic del mateix nom, i recentment es va descobrir que, encara avui en dia, hi ha zones de permafrost en diversos punts de la cadena muntanyosa, tals com en la zona.[6 esmentada] En aquestes investigacions es va estimar l'edat del gel fòssil present al subsòl en un interval entre els 100 i els 9.000 anys. Aquestes zones de permafrost restants són considerades reminiscències de les antigues glaceres presents al massís.

## Amenaces ambientals
El notable desenvolupament de l'estació turística ha provocat que durant els últims anys hagin aparegut plans per a la seva ampliació tant al Barranc de San Juan com a la cara oest del massís, al Turó del Cavall. Aquesta possibilitat per ara ha estat rebutjada, i ha quedat descartada després de ser declarat parc nacional, tot i que existeixen pressions de sectors polítics i empresarials granadins per l'enorme èxit de l'estació i la falta d'espai i massificació de l'àrea de l'estació en l'actualitat. Ja des dels anys vuitanta, dècada en què l'estació d'esquí rep el seu impuls més important, Sierra Nevada es va col·locar a l'ull de l'huracà. Grups ecologistes van denunciar agressions a la part més fràgil d'un ecosistema que atresora una biodiversitat gairebé sense equivalents a Europa.
D'altra banda, hi ha multitud d'espècies, tant de flora com de fauna, greument amenaçades, com la papallona anomenada Nena de Sierra Nevada, una llagosta exclusiva de Sierra Nevada (Baetica ustulata) i una mantis endèmica (Apteromantis aptera).
Entre les espècies vegetals, existeixen estudis destinats a la recuperació d'espècies com la Camamilla Real o la tella. Els incendis forestals, com el que es va esdevenir el Setembre de 2005, [7] i en el qual es van cremar al voltant de 2.500 Ha., fonamentalment de pineda de repoblació, suposen un altre perill afegit a la llarga llista.

## Senderisme i lleure
A més de la coneguda estació d'Esquí de Sierra Nevada, existeixen moltes possibilitats de lleure en aquest lloc. Hi ha una estació d'esquí de fons, molt menys coneguda, al Port de la Ragua, i innombrables rutes de senderisme. Algunes de les rutes més conegudes són les següents:
Sendera de l'Estrella.
La Sendera de l'Estrella és un sender que discorre al costat de les vores dels rierols que fan de capçalera del Riu Genil i ofereix unes interessants vistes del nord del massís muntanyós.
Integral dels 3.000 metres de Sierra Nevada.
La Integral de Sierra Nevada, com és més coneguda, és una ruta que comença en Jérez del Marquesado, a la zona nord del massís, i acaba a Nigüelas, a l'oest. El seu nom es deu que passa per gairebé tots els pics de més de 3.000 metres d'alçària. Si bé no requereix una gran capacitat tècnica, no és recomanable per a montañistas sense experiència a causa de les exigències físiques de la ruta.
Ruta Sulayr
La ruta Sulayr és un sender de 340 km de longitud que circumda Sierra Nevada, dissenyat i promocionat per algunes institucions públiques, per al que s'han recuperat diverses senderes tradicionals i vies pecuàries.

### Refugis i vivacs
Existeixen tres refugis atesos:
Refugi del Poqueira: a 2.500 m d'altitud, situat en la confluència dels rius Mulhacen i riu Sec, a l'Hoya del Penyal Negre sobre el Barranc del Poqueira. Té una capacitat de 87 places. Les poblacions més properes són Trevélez i Capileira.
Refugi Postero Alto: a 1.880 m d'altitud, situat al Turó d'Enmedió, a prop del municipi de Jérez del Marquesado. Té una capacitat de 68 places.
Alberg Port de la Ragua: a 2.000 m d'altitud, situat a la carretera A-337 que comunica la comarca del Marquesat del Zenete amb l'Alpujarra. Té capacitat de 32 places.
A més existeixen diversos refugis-vivacs, encara que alguns es troben en mal estat: La Carihuela, La Caldera, Rosers, Elorrieta, Penya Partida, La panerola, El Vadillo, Barranc de l'Aceral, El Caballo i El Chullo.
També existeixen alguns refugis naturals o coves: Cova Secreta, Siete Lagunas i Túnel del Penell.

## Mites i llegendes
Existeixen innombrables històries sobre Sierra Nevada i personatges mítics que hi visqueren o la van recórrer, en molts casos transmesos de boca a boca pels habitants d'aquests llocs; les següents són exemples d'aquestes llegendes:
L'Escombra del Diable.
S'explica que en una època remota va existir un castell a l'Alpujarra, en el qual habitaven un ric senyor i la seva filla, la qual guardava com si es tractés d'un tresor preat. Quan aquesta va complir 20 anys, va ser promesa en matrimoni a un senyor de la comarca, de tanta riquesa i poder com ell, però igualment tan dèspota i brutal, sense haver-se adonat d'un pastor de la terra que ella s'havia enamorat, sent corresposta. Quan es va saber la notícia i encara que pensaven que no hi havia cap esperança, els amants van prendre la decisió d'escapar i, si era necessari, morir, abans fins i tot que separar-se. Va caure la nit i el pastor es va dirigir a la recerca de la seva estimada. Al camí, un home, que va afirmar ser el diable i que volia oferir-li la seva ajuda, li va proporcionar una escombra capaç d'escombrar la neu per si sola. Escombra a mà, els joves van fugir fins a arribar a les proximitats del pic Alcazaba, lloc en el qual l'escombra va començar a escombrar per si sola i va provocar una allau, sepultant els qui els seguien. L'escombra va quedar allà oblidada i avui en dia segueix escombrant la neu i provocant allaus.
Llacuna de Vacares.
On avui en dia es troba la Llacuna de Vacares, en un temps llunyà hi va haver un jardí molt bonic, al qual sovint acudia una bella princesa a trobar-se amb el seu amant. Un influent príncep moro també l'estimava però sense ser correspost. Un dia, cansat de ser rebutjat i encegat de gelosia, es va voler venjar i va decidir assass$2n.ar el seu rival. Una nit, mentre els amants es trobaven reunits, es va consumar la seva revenja tallant-li el cap al jove, que, seguidament, es va convertir a una pedra negra encara, avui visible sobre un dels marges de la llacuna. Davant d'aquesta visió, la princesa va pujar a una penya, va començar a plorar fins a cobrir el jardí amb les seves llàgrimes fins a inundanr-lo per complet. Després d'això es va convertir ella també en una roca. Es diu també que de vegades s'escolten crits i terribles gemecs, procedents del fons de la llacuna, proferits pel moro.